# Asunción Correa Calderón
Asunción Correa Calderón (Pena, Baralla, 1896 - Lugo, 1951) fue una escritora española oriunda de Galicia.

## Biografía
Hija del médico y escritor Antonio Correa Fernández, en la adolescencia tuvo como preceptor a Antonio Couceiro Freijomil, destinado en aquellos años en la Escuela Superior Graduada de Lugo. Lectora infatigable, entró en contacto con las vanguardias en Madrid a través de su hermano Evaristo. Se casó en 1921 con el militar y pintor José Bonet Peñalver y tuvo cutro hijos: María Asunción (la pintora Choncha Bonet), José (el jurista José Bonet Correa), Antonio (el historiador del arte Antonio Bonet Correa) y Jesús (el arquitecto Yago Bonet i Correa). Su vida transcurrió en su Galicia natal, y sólo interrumpida por una estadía en 1932 en Madrid donde publicaría Estampas Castellanas.
Desde 1934 vivió en Lugo, con largas temporadas en A Pena, poniendo en explotación sus fincas del Valle de Neira de Rey. En 1937 debido a la Guerra Civil enviudó, por lo que a partir de 1941 se trasladó a Santiago cuando sus cuatro hijos empezaron los estudios universitarios.

## Obra
La primera colaboración literaria, un poema en prosa modernista, Cuento azul, firmado con el pseudónimo Florisel, vio la luz en 1917, en el semanario infantil El Ideal que dirigía en Lugo su hermano Antonio. En la década de 1930 publicó una serie de Estampas e contos en el periódico Vanguardia Gallega, de Lugo, propiedad de la familia. En esos textos aflora una prosa dinámica y ágil. De 1932 es el cuento Mariquita —reimpreso en el diario vespertino La Noche en 1947 y del año siguiente la breve prosa poética dedicada a La Coruña La Ciudad del mar. Por esta época también cultivó la poesía. Durante la Guerra Civil abandonó la escritura, actividad que retomaría con la reimpresión de Mariquita.
La temática de su producción tiene como referentes Santiago e el Valle de Neira de Rey, y los campesinos y campesinas. Entre os inéditos que conserva la familia hay cuadernos de borradores con glosas, estampas, cuentos de ambiente rural (La casa del ahorcado, Abel, Las exequias), poemas (Plaza, Jardines de Monjes, Cementerio, Camposanto, Amanecer, Las Nieves, Ventana abierta, El Camino) e una novela inacabada: Sagrario vidas humildes y sencillas.